# Alfhild

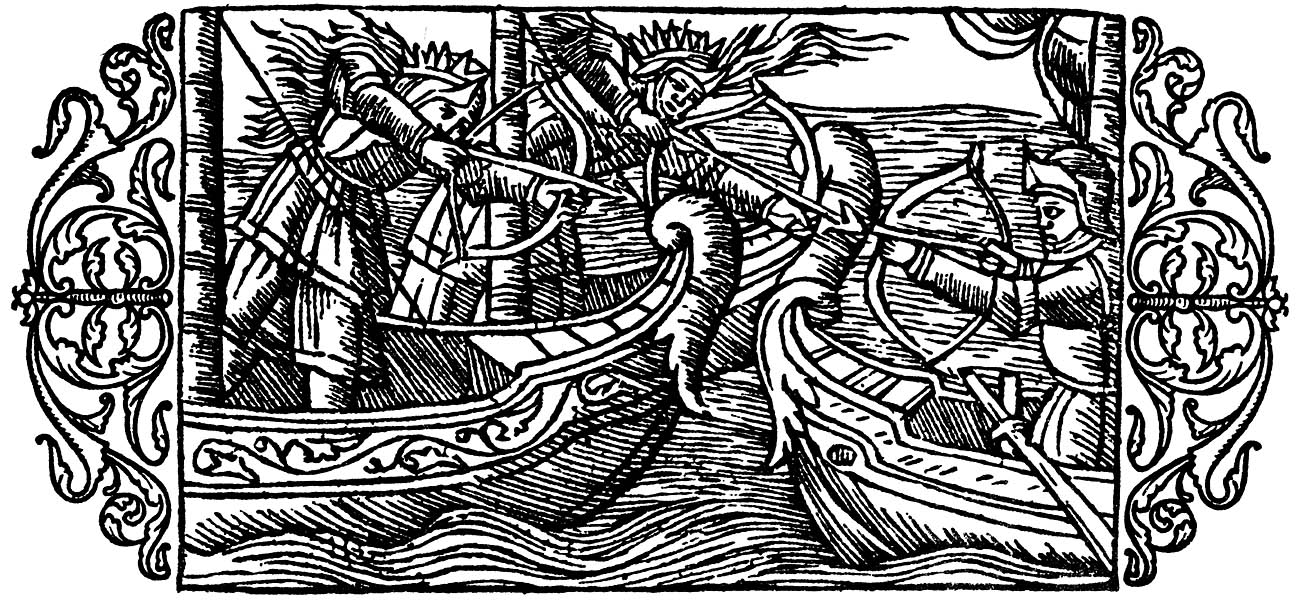
"En una expedició viquinga de les Donzelles Nobles: Dues guerreres, de família reial segons les seves corones, participen en una batalla naval" De Olaus Magnus' Historia de gentibus septentrionalibus de 1555.

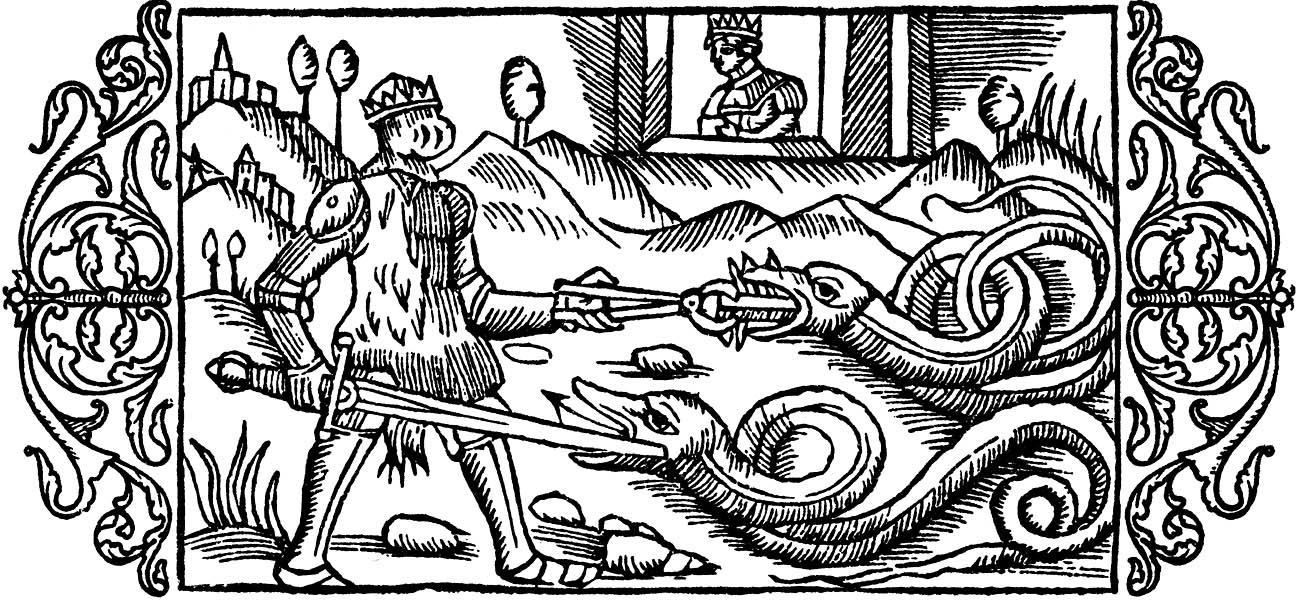
"Alf i els custodis de la virginitat: Alf, un pretendent de la princesa Alfhid, matà dues serps que custodiaven la seva castitat. Per a atreurer-les porta una pell sagnant sobre la seva armadura." De Olaus Magnus' Historia de gentibus septentrionalibus de 1555.

D'acord amb la Gesta Danorum, Alfhild fou una skjaldmö del segle v, capitana de la seva pròpia flota de drakar, tripulada per joves dones pirates, que es dedicà a saquejar per tot el Mar Bàltic. Nasqué com a princesa, filla del rei suec Siward de Götaland.
Quan era jove, la cambra d'Alfhid es trobava custodiada per dues grans serps, que assustaven als pretendents que no considerava dignes. Un príncep danès anomenat Alf, viatjà des de Götaland i vencé els guàrdies animals. Però Alfhid, a qui la seva mare havia avisat, fugí vestida d'home i es convertí en skjaldmö o escudera.
Alf i el seu camarada escànià Borgar, juntament amb els seus guerrers danesos, cercaren i, finalment, trobaren Alfhid i la seva flota en la costa sud de Finlandia. Después d'una cruenta batalla naval, el casc d'Alfhild es trencà i els altres la reconegueren. Alf i Borgar ordenaren als seus homes que aturessin la lluita i Alf abraçà Alfhild, feliç d'haver-la trobat a la fi, i viatjaren junts fins a Dinamarca, on es casaren i tingueren una filla anomenada Gurid.
Alguns anys més tard, en una guerra amb un clan danès que s'havia revoltat, Alf i els seus germans, així com el seu pare el rei Sigar foren assassinats. La filla d'Alf i Alfhid, Gurid, fou la única supervivent de la família reial. Un temps després de convertir-se en reina, Gurid es casà amb un dels fills de Borgar, Halfdan, i tingueren un fill anomenat Harald que també esdevingué rei de Dinamarca.

## En la cultura popular
Hi ha diferents variacions de la història en la cultura popular posterior. Aquí, Alfhid és més sovint anomenada Awilda. (Altres pronunciacions són: Alwilda, Alvilda, Alvild, Alvilde, Alfhilda, Avilda, Alvida, Altilda, Ælfhild).
Durant el segle xix, Alfhild/Awilda fou un element popular d'scrimshaw gravat pels members de tripulacions balleneres.
També apareix en un musical holandès moders, sota el nom d'Alvida.
A Itàlia s'han fet varies operas basades en la història d'Alf i Alfhild, com per exemple, "L'Amazzone Corsara, ovvero L'Alvilda, regina de Goti", de 1686, composta per Carlo Pallavicino; o bé "Alvilda regina de' Goti", de 1731, d'Antonio Vivaldi.